# Лукомо
Лукомо — деревня в Дновском районе Псковской области России. Входит в городское поселение Дно.
Расположено на севере района, в 10 км к северо-востоку от районного центра, города Дно, на реке Люта.

## Население
| 2001 | 2002 | 2010 |
| ---- | ---- | ---- |
| 205  | ↘195 | ↘127 |

Численность населения деревни составляла на 2000 год — 205 человек, на 2010 год — 188 человек.

## История
До 2005 года была административным центром Замошской волости, с 2006 до 2015 года была административным центром Лукомской волости.